# Colliers Classic
La Colliers Classic fue una carrera ciclista profesional que se disputaba anualmente en Dinamarca. Constaba de una sola etapa de 200 km aproximadamente. Se disputaba en Århus, en la región de Jutlandia Central en el mes de mayo.
Se disputaba ininterrumpidamente desde 1997 y ningún ciclista fue capaz de imponerse en más de una ocasión. Desde el 2005 hasta su última edición en 2007 formó parte del UCI Europe Tour como competencia de categoría 1.1.
Su primer ganador fue el danés, ganador de un Tour de Francia, Bjarne Riis. Otros ciclistas ilustres como el campeón del mundo Romāns Vainšteins o el francés Laurent Jalabert también inscribieron su nombre en el palmarés de la prueba.
Durante los años, la prueba fue cambiando su denominación:
- Grand Prix Aarhus (1997-1999)
- Samsung Mobile Grand Prix (2000-2001)
- CSC Classic (2002-2005)
- Colliers Classic (2006-2007)

## Palmarés
| Año  | Ganador             | Segundo              | Tercero            |
| ---- | ------------------- | -------------------- | ------------------ |
| 1997 | Bjarne Riis         | Frank Høj            | Eric De Clercq     |
| 1998 | Romāns Vainšteins   | Uroš Murn            | Denis Rasmussen    |
| 1999 | Allan Johansen      | Nicolai Bo Larsen    | Torsten Schmidt    |
| 2000 | Arvis Piziks        | Jans Koerts          | Nico Eeckhout      |
| 2001 | Michael Sandstød    | Nicolai Bo Larsen    | Arvis Piziks       |
| 2002 | Laurent Jalabert    | Allan Johansen       | Rik Reinerinke     |
| 2003 | Jakob Piil          | Scott Sunderland     | Jorgen Bo Petersen |
| 2004 | Kurt-Asle Arvesen   | Magnus Bäckstedt     | Allan Johansen     |
| 2005 | Jacob Moe Rasmussen | Michael Reihs        | René Jorgensen     |
| 2006 | Erwin Thijs         | Edvald Boasson Hagen | Niki Terpstra      |
| 2007 | Juan José Haedo     | Alex Rasmussen       | Jens-Erik Madsen   |

## Palmarés por países
| País      | Victorias |
| --------- | --------- |
| Dinamarca | 8         |
| Letonia   | 2         |
| Francia   | 1         |
| Noruega   | 1         |
| Bélgica   | 1         |
| Argentina | 1         |